# Шкорпиловци
Шко̀рпиловци е село в Североизточна България. То се намира в община Долни чифлик, област Варна.

## География
Селото се намира на 40 км южно от Варна и на 2 км от морето. Има курортна част, която е в непосредствена близост до морето.

## История
Името му произлиза от братята изследователи Шкорпил. Старото му име е Фъндъклъ. Наименованието прозхожда от турски език и означава Лешникова градина.
В близост до селото има останки от четири антични селища. При малка крепост на морския бряг е открита и късноантична трикорабна църква с мозаечен под, унищожен между 1917 и 1966 година.

## Население
Численост на населението според преброяванията през годините:
| \| Година на преброяване \| Численост \| \| --------------------- \| --------- \| \| 1934 \| 398 \| \| 1946 \| 452 \| \| 1956 \| 500 \| \| 1965 \| 444 \| \| 1975 \| 575 \| \| 1985 \| 670 \| \| 1992 \| 695 \| \| 2001 \| 693 \| \| 2011 \| 737 \| \| 2021 \| 662 \| |           |
| Година на преброяване | Численост |
| 1934 | 398       |
| 1946 | 452       |
| 1956 | 500       |
| 1965 | 444       |
| 1975 | 575       |
| 1985 | 670       |
| 1992 | 695       |
| 2001 | 693       |
| 2011 | 737       |
| 2021 | 662       |

### Етнически състав

#### Преброяване на населението през 2011 г.
Численост и дял на етническите групи според преброяването на населението през 2011 г.:
|                     | Численост | Дял (в %) |
| Общо                | 737       | 100,00    |
| Българи             | 463       | 62,82     |
| Турци               | 72        | 9,76      |
| Цигани              | 56        | 7,59      |
| Други               |           |           |
| Не се самоопределят |           |           |
| Неотговорили        | 141       | 19,13     |

## Забележителности
Шкорпиловци е спокойно място за лятна почивка на море, което съчетава морски плаж и планински поляни. В селото се намират множество хотели и почивни станции. В курорта има заведения за хранене, барове, лятно кино, сърф и кайт училище. Природата около курорта е характерна с уникалното си разнообразие и отдалеченост от други курорти и селища.
Големината на плажната ивица осигурява много незаети пространства, дори и в пика на сезона. Бреговата линия е права, без залив, което е предпоставка и за вълни при северни и североизточни ветрове. Мястото е едно от най-добрите за практикуване на сърф, уиндсърф и кайт по нашето Черноморие. Плажът е едноименна защитена зона по Директивата за местообитанията. В близост е и резерватът „Камчийски пясъци“.
Тук е базирана ихтиоложка станция на БАН с внушителен мостик с дължина 300 м., северно от него на 30 м. по дъното има останки в ивица от около 10 м от предишен мост, които могат да бъдат опасни за плуващите при вълнение и ниска видимост. Има идеални места за къмпинг (в гората).
В селото има начално училище "Св. Св. Кирил и Методий".

## Личности
Братя Шкорпил – чешко-български археолози, основатели на българската археологическа наука и музейно дело:
- Карел Шкорпил – откривател на Плиска, първата столица на Дунавска България;
- Херман Шкорпил и
- Владимир Шкорпил.